# Stenobiella arrunja
Stenobiella arrunja is een insect uit de familie van de Berothidae, die tot de orde netvleugeligen (Neuroptera) behoort. 
Stenobiella arrunja is voor het eerst wetenschappelijk beschreven door U. Aspöck & H. Aspöck in 1984.